# Nils Johan Rud
Nils Johan Rud, född 24 juli 1908 i Ringsaker, Norge, död 7 juni 1993 i Asker, var en norsk författare och redaktör.

## Biografi
Rud var son till Mons Nilsen Rud och Emma Johanne Nergaard. Han gifte sig med Aase Gudlaug Hellum 1934 och är far till jazzmuskiern Espen Rud.
Innan han började arbeta inom pressen, hade Rud ett antal andra arbeten. Han arbetade som lärling på en sodafabrik och i en skräddareverkstad, och som trädgårdsmästare och försäljare. 
Från 1931 till 1932 redigerade Rud den lokala tidningen Askerbladet. Han redigerade sedan tidningen Arbeiderbladet (senare omdöpt Magasinet för Alle) från 1932 till 1970. Tidningen var särskilt känd för sin litterära kvalitet och främjande av noveller.

## Författarskap
Rud publicerade en barnbok Gutter på skoggang 1928, och fortsatte sedan att skriva barnböcker. År 1930 kom Karsemne, 1931 Skaugumtrollet och Tusser og troll 1934. Han skrev Stifinner1935, och Et riktig mannfolk 1936, alla böcker för barn. Boken Alle tiders største handlade om sport, och Rud medverkade där som administratör i klubben IF Frisk Asker. Hans första roman var Vi skal ha et barn från 1933, men hans genombrott kom med Jeg er ingen proletar från 1935. Bland hans andra romaner fanns Oppfordring til dans (1957) och Eirene ( 1966). Han skrev mer än fyrtio böcker under sin karriär. 
Ruds roman Ekko i det gamle tun från 1982 vann första pris i en romantävling. Hans sista bok var romanen En fremmed i speilet från 1993. Förutom sina romaner skrev Rud ett stort antal noveller. Bland hans novellsamlingar finns Fri jord från 1945, och Det var en lørdag aften från 1959. Han var en erkänd författare och styrelseledamot i det Norska Författarförbundet från 1936 till 1945.

## Utmärkelser
- Gyldendals legat,  1947
- Gyldendals legat,  1974
- Akershus fylkes kulturpris,  1977
- Doblougska priset,  1979
- Norsk kulturråds ærespris,  1987
- Norsk kulturråds ærespris
- Sankt Olavs orden

[Redigera Wikidata]